# Пумпур, Пётр Иванович
Пётр Иванович Пумпур (латыш. Pēteris Pumpurs; 1900—1942) — советский военачальник, участник Гражданской войны в Испании, командир истребительной группы Мадридского фронта, Герой Советского Союза, генерал-лейтенант авиации.

## Биография
Родился 25 апреля 1900 года в Платерской волости Рижского уезда в Лифляндской губернии (ныне Латвия) в крестьянской семье. Латыш. Окончил церковно-приходскую школу и два класса ремесленного училища. С детских лет батрачил, трудился учеником слесаря, помощником шофёра.
В Красной армии с 1918 года, доброволец. Участник Гражданской войны: помощник шофёра, моторист 4-го авиационного отряда (Москва), с октября 1918 — помощник шофёра 2-го Псковского истребительного отряда (Самара), с ноября — помощник шофёра 4-го истребительного авиационного отряда на Восточном, Южном, Юго-Западном и Западном фронтах. Член ВКП(б) с 1919 года.
С июля 1921 года — авиамоторист управления комендатуры Центрального аэродрома в Москве. С 1921 года по 1924 год проходил обучение в Егорьевской военно-теоретической школе лётчиков, в 1924 году также окончил 2-ю Борисоглебскую школу лётчиков.
С 1924 года — младший лётчик, с октября 1925 года — командир звена 2-й истребительной авиационной эскадрильи имени Ф. Э. Дзержинского (Москва). С февраля 1927 года — командир отряда 17-й истребительной авиационной эскадрильи.
В 1929 году окончил Серпуховскую высшую школу воздушной стрельбы и бомбометания, а также курсы усовершенствования командного состава при Военно-воздушной академии РККА имени профессора Н. Е. Жуковского. С 1929 года — командир отдельного авиаотряда, с сентября 1930 — командир 7-й и 31-й истребительных авиационных эскадрилий в Военно-воздушные силы СССР, ВВС Московского военного округа. 
С 1932 года командир 57-й истребительной авиационной бригады, аэродром Люберцы ВВС Московского военного округа. 
С июня 1934 года — командир-комиссар 403-й истребительной авиабригады ВВС Московского военного округа (аэродром Люберцы Московской области). Приказом Народного комиссара обороны СССР по личному составу армии от 4 декабря 1935 года № 2509, в соответствии с Постановлением ЦИК и СНК СССР от 22 сентября 1935 года «О введении персональных военных званий начальствующего состава РККА» П. И. Пумпуру было присвоено воинское звание комбриг. В феврале 1936 года направлен на учёбу в Военно-воздушную академию, но учёба была прервана из-за направления в Испанию.
Участвовал в Гражданской войне в Испании 1936—1939 годов под псевдонимом «полковник Хулио». Командир истребительной группы П. И. Пумпур успешно руководил действиями авиации на Мадридском фронте. Лично участвовал во многих воздушных боях; сбил 5 самолётов противника.
За мужество и героизм, проявленные в боях при выполнении специального задания Правительства, комбриг Пумпур Пётр Иванович 4 июля 1937 года удостоен звания Героя Советского Союза, с вручением ордена Ленина, а после учреждения знака особого отличия ему была вручёна медаль «Золотая Звезда».
После возвращения из Испании, в июне 1937 года назначен начальником Управления боевой подготовки ВВС. С октября 1938 года — командующий ВВС Московского военного округа, с ноября — командующий ВВС 2-й Отдельной Краснознамённой Дальневосточной армии.
Принимал участие в Советско-финской войне 1939—1940 годов — командир группы инструкторов по боевой подготовке. С декабря 1940 года — командующий ВВС Московского военного округа .
Постановлением Совета Народных Комиссаров Союза ССР от 4 июня 1940 года П. И. Пумпуру присвоено воинское звание генерал-лейтенант авиации. Избирался депутатом Верховного Совета СССР 1-го созыва.

### Арест и расстрел
15 мая 1941 года немецкий военно-транспортный самолёт «Юнкерс-52» беспрепятственно перелетел по маршруту Кёнигсберг — Белосток — Минск — Смоленск — Москва и приземлился в районе стадиона «Динамо». Вскоре после этого инцидента генерал-лейтенант П. И. Пумпур был арестован — 31 мая 1941 года:
как участник антисоветского военного заговора, на основании показаний Бергольц, Рычагова, Алексеева, Ионова и очных ставок с двумя последними; во вредительской деятельности изобличается актом сдачи Пумпур ВВС МВО другому командующему и приказом НКО № 0031 от 31.05.1941 г. Дал показания, что является участником антисоветского военного заговора, завербован Смушкевичем, но от данных показаний отказался.
Ещё до суда, 9 июня 1941 года, был лишён звания Героя Советского Союза и государственных наград. Осуждён Особым совещанием при наркоме внутренних дел СССР 13 февраля 1942 года к высшей мере наказания. На суде виновным себя не признал. Расстрелян в городе Саратове 23 марта 1942 года.
Реабилитирован 25 июня 1955 года определением Военной коллегии Верховного суда СССР. 17 ноября 1965 года восстановлен в звании Героя Советского Союза и в правах на награды.

## Воинские звания
- Комбриг — 04.12.1935[3]
- Комкор — 04.07.1937[4], минуя звание комдива
- Генерал-лейтенант авиации — 04.06.1940[5]

## Награды
- Звание Герой Советского Союза. За мужество и героизм, проявленные в боях при выполнении интернационального долга, Пумпур Пётр Иванович 4 июля 1937 года удостоен звания Героя Советского Союза, с вручением ордена Ленина, а после учреждения знака особого отличия ему была вручёна медаль «Золотая Звезда» № 49.
- орден Ленина,
- орден Красного Знамени
- медалью «XX лет Рабоче-Крестьянской Красной Армии» (22.02.1938).

## Память
- В 1980 году в честь П. И. Пумпура был выпущен почтовый конверт СССР.